# Richard Leakey
Richard Erskine Frere Leakey (Nairobi, 19 dicembre 1944 – Nairobi, 2 gennaio 2022) è stato un paleontologo e politico keniota.
Era il secondo figlio dei famosi archeologi Louis Leakey e Mary Leakey.

## Infanzia e giovinezza
Passò la giovinezza a Nairobi dove i suoi genitori dirigevano il museo e gli scavi nella gola di Olduvai.
Non era particolarmente interessato agli studi, che lasciò presto per una vita indipendente, che lo portò a sapere identificare i reperti fossili e a diventare una guida turistica, non volendo inizialmente seguire le orme paterne.

## Paleontologia
La sua carriera di paleontologo non cominciò con eventi memorabili. Assieme ad alcuni amici Keniani formò il Kenya Museum Associates (ora Kenya Museum Society) con lo scopo di organizzare e migliorare in senso keniano il National Museums of Kenya.
Si trovò ben presto in conflitto con le idee paterne.
Uno dei suoi primi incarichi fu una spedizione sul fiume Omo dove Kamoya Kimeu trovò un fossile di ominide che Leakey considerò un Homo erectus, ma che invece il padre Louis identificò come Homo sapiens. Il reperto, datato a 160.000 anni fa, era a quell'epoca il più vecchio fino ad allora ritrovato per questa specie.

### Koobi Fora
Durante un volo di ritorno dalla spedizione sul fiume Omo insieme a Clark Howell, per evitare una tempesta fu costretto a passare sopra il lago Rudolph, oggi Lago Turkana; Richard intuì che poteva essere una zona fossilifera interessante e poco dopo ottenne i fondi per installare il campo di Koobi Fora.
Furono qui ritrovati una serie di reperti fossili:
- un cranio di Paranthropus boisei, 1969
- KNM ER 1470,[3] cranio di Homo rudolfensis, 1972
- KNM ER 3733, cranio di Homo ergaster, 1975
- KNM ER 3883, cranio intatto di Homo erectus, 1978

Leakey e Donald Johanson divennero in quel periodo i più famosi paleoantropologi, ma le loro visioni sull'evoluzione umana erano alquanto contrastanti e questo sfociò in un'accesa rivalità emersa anche durante un dibattito televisivo.

### West Turkana
Nei dintorni del Lago Turkana, Kamoya Kimeu uno dei membri del team di Leakey, scoprì nel 1984 il fossile del Ragazzo di Turkana, lo scheletro quasi completo di un giovane Homo erectus morto 1,6 milioni di anni fa. Poco dopo fu ritrovato anche il reperto KNM WT 17000, divenuto famoso come "Black Skull" cioè cranio nero, appartenente ad un Australopithecus aethiopicus.

## Attività politica
Poco dopo le scoperte sul lago Turkana, Richard Leakey lasciò alla moglie Meave Leakey e alla figlia Louise Leakey il compito di continuare le attività di ricerca e preferì dedicarsi alla vita politica.
Nel 1989 Leakey ha iniziato una nuova carriera, quando l’allora presidente del Kenya Daniel arap Moi lo ha nominato a capo dell’agenzia nazionale per la fauna selvatica, il Kenya Wildlife Service (KWS). Ambientalista convinto, fu sua l’idea di bruciare una pira d’avorio per sensibilizzare l’opinione pubblica dando fuoco a 12 tonnellate di zanne confiscate nel Parco nazionale di Nairobi. Questo evento — e l’ordine controverso del presidente Moi ai ranger di sparare a vista ai bracconieri — hanno contribuito a salvare le popolazioni di elefanti e di rinoceronti del Kenya e hanno portato, per un certo periodo, al divieto totale del commercio di avorio. Questo ha fatto partire anche una raccolta fondi nella comunità internazionale che ha portato in Kenya centinaia di milioni di dollari per la tutela della fauna selvatica.
Con tutte queste attività Leakey ovviamente si è fatto molti nemici politici. Nel 1993, a seguito di quello che lui ha sempre sospettato fosse stato un sabotaggio, che però non è mai stato dimostrato tale, l’aereo di Leakey precipitò dopo un improvviso guasto all’apparecchiatura. Per le lesioni subite a seguito dell’incidente fu necessario amputare entrambi gli arti inferiori di Leakey, sotto il ginocchio.
Travolto da accuse – di matrice politica – di corruzione all’interno del KWS, Leakey decise di dimettersi e di fondare un proprio partito di opposizione: il Safina Party. Dopo l’attesa del riconoscimento ufficiale per due anni, la costante sorveglianza da parte del governo, minacce di morte e anche una fustigazione pubblica da parte dei sostenitori di Moi, Leakey fu eletto al parlamento nel 1997.
Leakey, che una volta commentò “forse essere sotto pressione fa proprio per me”, vivrà molti alti e bassi in politica prima di lasciare il governo nel 2001.
Nel 2004 fondò anche il WildlifeDirect, un'organizzazione assistenziale per la conservazione delle specie in pericolo.
Nel 2007 è stato nominato responsabile della filiale keniana di Transparency International.
Nel 2015 il presidente keniota Uhuru Kenyatta nominò Leakey presidente del consiglio di amministrazione del KWS, una posizione che ha ricoperto per tre anni.

## Filmografia
Leakey figura in presenza, da sé stesso, nel film documentario Nomad - In cammino con Bruce Chatwin (Nomad: In the Footsteps of Bruce Chatwin) di Werner Herzog.